# Piccadilly Circus

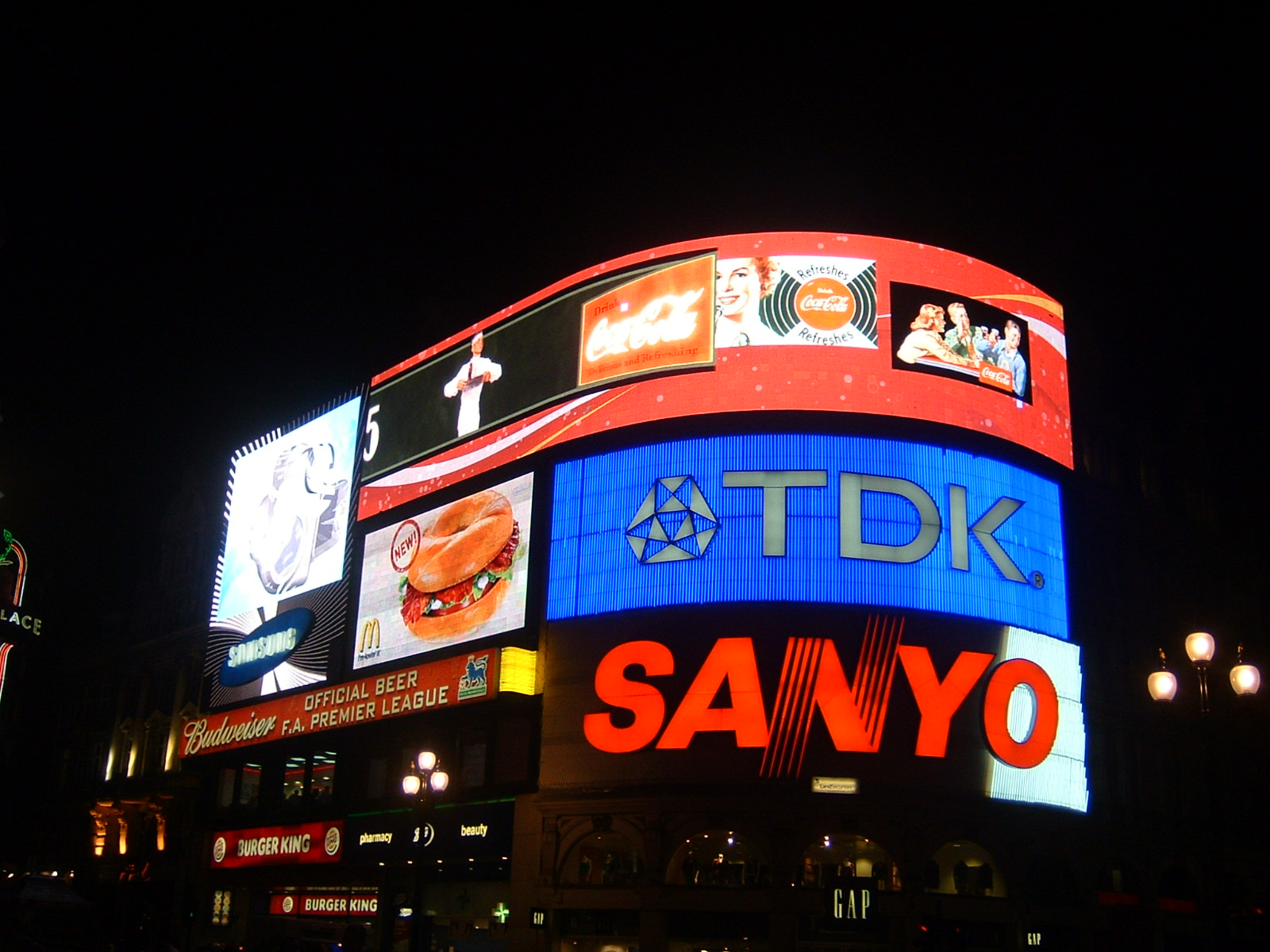
De lichtreclames op Piccadilly Circus

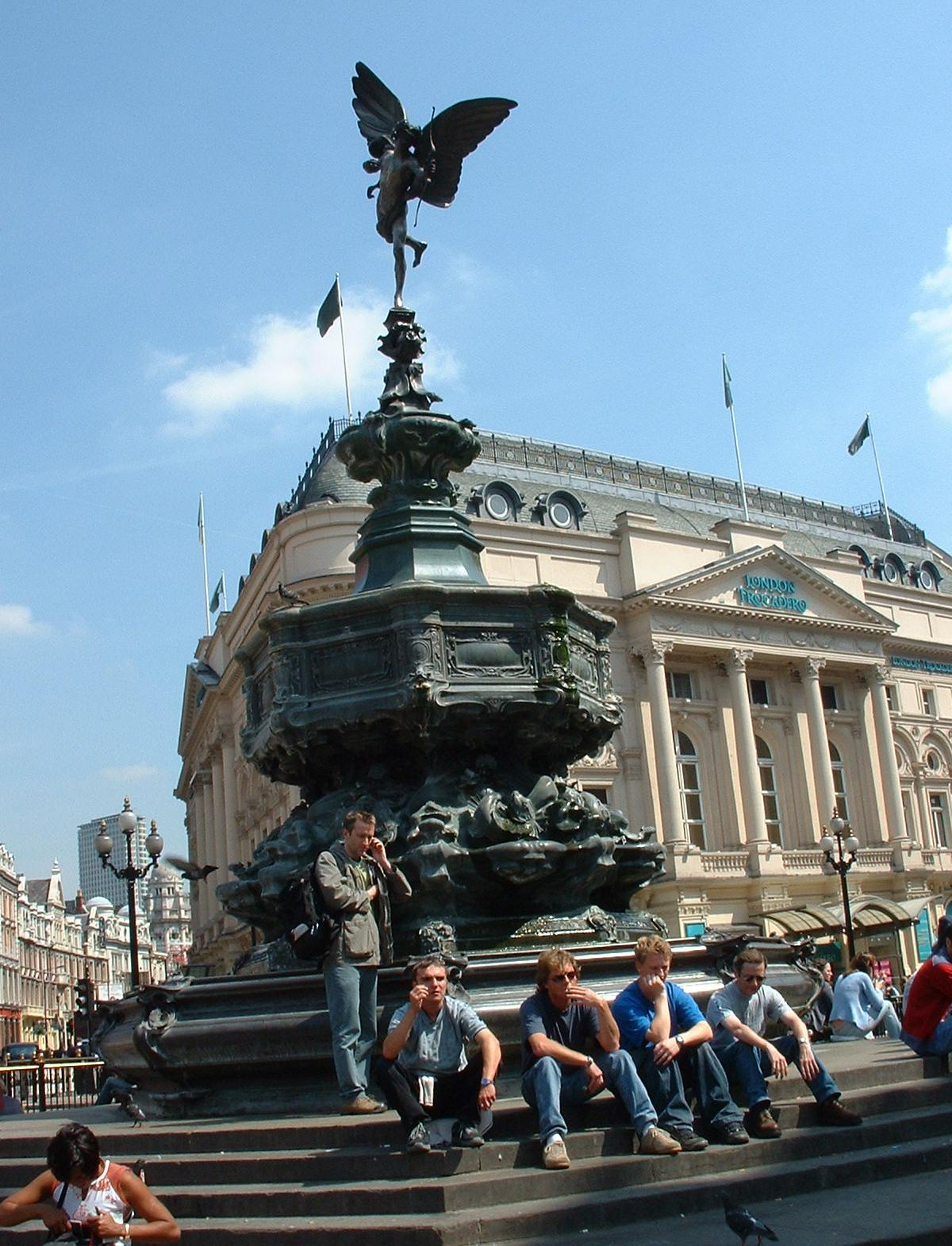
De Eros-fontein

Piccadilly Circus is, samen met Trafalgar Square en Leicester Square, een van de bekendste pleinen in Londen. Piccadilly Circus is een verkeersknooppunt, ontmoetingspunt en toeristische attractie.

## Korte geschiedenis
Piccadilly Circus werd aangelegd in 1819 om een verbinding te vormen tussen Piccadilly en de nieuwe door John Nash ontworpen Regent Street. Een circus was de benaming voor een cirkelvormig plein. Dit plein verloor die vorm door de aanleg van Shaftesbury Avenue in 1886.
De naam Piccadilly slaat op een kleermaker genaamd Robert Baker die in de 17e eeuw erg rijk werd met het maken van kleren met speciale boorden, genaamd Piccadills.

## Kenmerken
Het plein is onder meer bekend omdat er een fontein staat van de Griekse god Anteros, de tweelingbroer van Eros, god van de liefde, maar toch is het standbeeld beter bekend onder de naam Eros. Het beeld is opgedragen aan Lord Shaftesbury die vocht tegen kinderarbeid. De fontein heet officieel Shaftesbury Memorial. Het beeld is in 1893 gebouwd en werd in het midden van het plein gezet. Het beeld is later na de Tweede Wereldoorlog verplaatst naar het zuidwesten van het plein.
Verder is Piccadilly Circus bekend vanwege de grote lichtreclames, die in de 20e eeuw op de gebouwen rondom het plein werden aangebracht. Deze reclames bevinden zich nu alleen nog op het gebouw aan de noordwestkant van het plein.

## Bereikbaarheid
Onder het plein bevindt zich het gelijknamige station van de Londense metro, dat wordt aangedaan door treinen op de Piccadilly Line en de Bakerloo Line. In iedere hoek van Piccadilly Circus bevindt zich een ingang van de metro.